# ایعال
ایعال (به عربی: ایعال) یک منطقهٔ مسکونی در لبنان است که در استان شمالی لبنان واقع شده‌است.

## خصوصیات
ایعال ۲٫۸۹ کیلومترمربع مساحت و ≈۱٬۰۰۰ نفر جمعیت دارد و ۲۸۱ متر بالاتر از سطح دریا واقع شده‌است.